# 城戸康裕
城戸 康裕（きど やすひろ、1982年12月25日 - ）は、日本の男性キックボクサー。神奈川県伊勢原市出身。TEAM ONE所属。元WBKF世界スーパーウェルター級王者。元Krush -70kg(現スーパーウェルター級)王者。現SPACE ONE 75kg王者。

## 人物
- 神奈川県立伊志田高等学校卒。国士舘大学体育学部卒。中学校学校教諭1種免許状と高等学校教諭1種免許状を取得している。
- 俳優の城戸裕次は従兄。

## 来歴

### 幼少期
中学時代は陸上部に所属し、短距離走の選手をしていた。中学生の時にテレビでK-1の存在を知り、高校入学後にキックボクシングのジムに入門。

### 大学時代
国士舘大学キックボクシング部に所属。全日本学生キックボクシング連盟主催の後楽園ホールでの試合に出場し経験を積む。
2001年 全日本学生キックボクシング連盟ウェルター級王座を獲得。
2002年 全日本学生キックボクシング連盟ミドル級王座を獲得。2階級制覇達成。
2003年5月3日、第14回全日本新空手道選手権大会K-2トーナメント中量級に出場し、第3位となった。

### プロ転向後
2003年9月14日、マーシャルアーツ日本キックボクシング連盟でプロデビュー。
2005年5月4日、K-1 WORLD MAXのオープニングファイトに出場し、山本優弥と対戦。ダウンを奪われ判定負けした。
2005年12月、水谷秀樹にＫＯ負け。
2006年12月3日、MAキック興行でK.ルイスと日本ミドル級王座決定戦で対戦し、4R左肘打ちによるカットでTKO勝ち。ミドル級王座を獲得。
2007年6月10日、MAキック興行でシュートボクシングの宍戸大樹と対戦し、5R3-0の判定勝ち。2R目には顔面への膝蹴りでダウンを奪っていた。この試合は後にMA日本年間最高試合賞に選ばれた。9月24日、「120th ANNIVERSARY OF JAPAN-THAILAND 〜MUAY THAI HEARTY SMILES〜」で行われたM-1ミドル級タイトルマッチで我龍真吾（王者）と対戦し、判定負け。12月2日、MAキック興行で白須康仁に判定勝ち。試合後のリング上で「K-1のオープニングファイトで2勝1敗して、昨年の日本トーナメント出場者の宍戸選手と白須選手の2人に勝ったので、そろそろトーナメントに出してください。谷川プロデューサー、お願いします」と参戦をアピールし、後日トーナメント参戦が決定。
2008年1月8日、MA日本キックボクシング連盟年間表彰選定委員会から最優秀選手賞（MVP）と最高試合賞（対宍戸大樹）の2つで選ばれたことが発表され、1月14日の後楽園ホール大会で受賞した。
2008年2月2日、「K-1 WORLD MAX 2008 〜日本代表決定トーナメント〜」に出場。1回戦で尾崎圭司と対戦し、3R終盤にダウンを奪い判定勝ち。準決勝ではアンディ・オロゴンと対戦し、判定勝ち。決勝ではHAYATOと対戦し、ダウンの奪い合いとなり、KO勝ち。優勝を果たした。優勝後は知人の紹介で神奈川県の荻野中学校で講演を行った。このトーナメント優勝について「キックで王者になっても世間では無名扱いだったがK1日本王者になると地上波で放送されたともあり知名度は飛躍的に高まった。K1は人生を変えた」と語っている。
2008年4月9日、K-1 WORLD MAX 2008 FINAL16のトーナメント1回戦でイム・チビンと対戦し、1R開始40秒、カウンターの右の膝蹴り一発でKO勝ち。
2008年4月29日にMA日本の興行「BREAK THROUGH-3 〜突破口〜」に来場し、同団体理事長の宮川拳吾から激励賞を贈呈された。
2008年7月7日、K-1 WORLD MAX 2008 FINAL8のトーナメント準々決勝でアルトゥール・キシェンコと対戦し、判定負け。
2008年10月1日、K-1 WORLD MAX 2008 FINALのトーナメントリザーブファイトでアルバート・クラウスと対戦。1R終了間際に膝蹴りを受け眉間付近をカット、2Rに再度膝蹴りを受け出血がひどくなりドクターストップとなりTKO負け。
2009年2月23日、「K-1 WORLD MAX 2009 〜日本代表決定トーナメント〜」に出場。1回戦で日菜太と対戦。序盤から日菜太のミドルやローを何度も浴びるなど劣勢に陥る。2Rには一瞬の隙からダウンを奪うも、度重なるミドルキックで右腕が使えなくなり、以降手数で圧倒されて延長判定負け。しかし日菜太の負傷によって準決勝に進出し、小比類巻太信と対戦。痛めた右腕を庇いながら懸命に戦うも、2Rに2度のダウンを喫しKO負け。
2009年4月21日、K-1 WORLD MAX 2009 FINAL16のリザーブファイトでイ・スファンと対戦し、3-0の判定勝ちを収めた。当初トーナメント1回戦に出場予定であった小比類巻の負傷欠場により山本優弥がリザーブファイトから本戦へ繰り上がりとなったため、城戸がリザーブファイトに出場することになった。
2009年7月13日、K-1 WORLD MAX 2009 FINAL8のリザーブファイトでリーロイ・ケスナーと対戦。3Rにケスナーの右足への左フック（城戸は「ローパンチ」と命名）で2度ダウンを奪い判定勝ち。
2009年7月23日、グランドハイアット東京にて開催された、JUNKO KOSHINO 2009 COLLECTION　にモデルとして出演。
2009年10月26日、K-1 WORLD MAX 2009 FINALのリザーブファイトで佐藤嘉洋と対戦。2Rに一度ずつダウンを奪い合うも、最後は右フックでダウンを奪われKO負けとなった。
2009年11月25日、後楽園ホールにて開催した、日本初となるメンズファションショー「Vivienne Westwood Live in Japan（ヴィヴィアン・ウエストウッド ライブ・イン・ジャパン）」のランウェイショーで小比類巻太信選手とエキシビションマッチを行なった。
2010年3月27日、K-1 WORLD MAX 2010 〜-70kg Japan Tournament〜の1回戦で龍二と対戦し、1Rにダウンを奪われその後盛り返したものの、0-2の判定負けを喫した。
2010年9月23日、谷山ジム主催「Big bang 3 〜ビッグバン 統一への道 其の参〜」のメインイベントで我龍真吾と3年ぶりに再戦し、3-0の判定勝ちでリベンジに成功した。
2011年2月5日、谷山ジム主催「ビッグバン・統一への道 其の四」のメインイベントで北山高与志と対戦し、3-0の判定勝ちを収めた。
2011年5月15日、谷山ジム主催「ビッグバン・統一への道 其の五」のメインイベントで濱崎一輝と対戦し、3-0の判定勝ちを収めた。当初は総合格闘家のセルゲイ・ゴリアエフと対戦する予定だった。
2011年9月25日、K-1 WORLD MAX 2011 -70kg Japan Tournament FINALの1回戦で初代Krush-70kg級王者健太と対戦し、序盤からパンチで攻められるが前蹴りで距離を制しポイントリードするも2Rに左フックでダウンを奪われ0-2の判定負けを喫した。
2016年4月24日、Kー1 WORLD GP -60kg 日本代表決定トーナメントのリングに上がり、6月に開かれる大会に参戦することを表明。イベントプロデューサーである前田憲作のモノマネを披露し観客の爆笑を誘った。
2017年6月18日、マラット・グレゴリアンが返上したK-1 WORLD GP スーパーウェルター級(-70kg)の第2代王者決定トーナメントに出場。一回戦で負傷欠場したジョーダン・ワトソンの代わりに参戦したルーク・ウィーランからボディでダウンを奪い、2RKO勝ち。準決勝で昨年11月にKO負けを喫したサニー・ダルベックに1RKO勝ちを収めリベンジを果たす。決勝で優勝候補大本命とも目されていたチンギス・アラゾフに3度のダウンを奪われ3-0の判定負けを喫するも2Rに左ストレートでダウンを奪い返す健闘を見せた。
2019年11月24日、 K-1 WORLD GP 2019 JAPAN ～よこはまつり～で神保克哉と対戦し、2R 左ストレートでKO勝ち。勝利者マイクで、「一つ言いたいことがあります。今現在、K-1はドーピング検査をやっていません。だから実際に『やっている選手がいるな』って感じています。明らかにコイツのパンチはおかしいぞっていう選手もいて、正直、体育大卒のアスリートの僕は分かります。だからそういう選手がいてはいけない。ドーピング検査はお金が凄くかかるんです。1人につき何十万円もかかったりするんですよね。だから日本の（キックボクシングやボクシングなどの）立ち技格闘技界で検査をやっているところが一切無いんです。正々堂々と戦いたいのでスポンサーやファンの皆さん、ご協力をよろしくお願いします。健全なK-1を！！」とK-1にドーピング検査を導入するように訴えかけた。
また、城戸は試合後インタビューでも「ステロイド系は特に打撃パワーが半端ない。ステロイドは絶対に寿命が短くなります。昔のK-1選手にも（ステロイドを使って）早くして亡くなった有名選手・スター選手が何人もいるんです。その人達はそれでスターになって亡くなったかもしれないけど、その人達が使わなければ実はその人と戦った選手と僕らが日の目を浴びてスターになっていたかもしれないんですよ。こっちは被害者。ズルいじゃないですか」、「いきなりオリンピックのドーピング検査レベル（WADAのドーピング検査）は費用が高いですし、そこまでは求めてないですが、ステロイドは選手生命どころかその人の生命を短くする。それをK-1が検査してないというのは容認していると見えなくもない。現在のキックボクシング団体でドーピング検査はどの団体もやっていない。僕は色んなキック団体に上がってるけど検査をやってるところは一切無い。」「そのせいで選手が急に強くなることが普通にあるんですよ。パンチ力が3倍くらい強くなるし、脳から筋肉への伝達が異常に早くなる。僕は体育大学で勉強したから、『ドーピングをした選手は還暦（60歳）を迎えるのはほぼ不可能』と言われているんです。免疫力が落ちて色々な病気になります。やっている選手は自殺行為。やられた選手が一番被害を受ける。一生懸命練習しても相手が簡単にとんでもないパワーを手に入れる。こんなこと許されちゃダメです。K-1をクリーンにしましょう」と改めてK-1にドーピング検査を行うことを要求した。この発言により城戸は一部のK-1ファンや特定のK-1選手のファンから誹謗中傷され続けるなど被害を受けた。なお、この城戸の発言から4年経った2023年になってもK-1でドーピング検査が行われることはなかった。
2021年9月20日、 K-1 WORLD GP 2021 JAPAN ～よこはまつり～で山内佑太郎と対戦し、2R KO勝ち。この試合を持ってK-1との契約終了を発表した。

### RIZIN
2023年5月6日、RIZIN.42で木村"ケルベロス"颯太と対戦し、3Rにダウンを奪われ判定負けを喫した。
2023年9月2日、RIZINに出場した元K-1選手が、RIZINの全大会で行われているWADA基準のドーピング検査で陽性となり失格となったことがRIZIN運営により発表された。これにより間接的に城戸が2019年11月のK-1大会で告発した内容が証明された。この件について城戸は自身のYouTubeチャンネルで「俺が2019年にK-1のリング上で言って4年経ったけど、（ステロイドを使っていると俺がほぼ名指ししていた元K-1選手の1人がRIZINのWADA検査で陽性になったので、）俺にとっては凄くデカい1日だった。（2019年にK-1のリング上でK-1にドーピング検査をするように言ったあの時は、）とんでもないDMもいっぱい来たし、殺人予告みたいなのもいっぱい来たし、それによって俺の人生も凄い左右された。メチャクチャ言われたから。」「俺は今回のRIZINすげぇなって本当に思った。陽性を公表してCEOの榊原さんも会見で怒ったでしょう？俺もこの会見を見ていてコメントも見まくったけれど、（ずっとK-1選手のドーピング問題に言及していた）俺の名前出まくりだったね(笑)。『ズルしちゃいけない』当たり前だよね。俺らは相手をどれだけ痛めつけるかって戦いをしているわけだから。」、「今回RIZINが陽性者を発表して会見をしました。これは格闘技界において物凄くデカい進歩だと思う。ぶっちゃけると自分が現役のうちに日本で陽性者の発表会見が行われるとは思っていなかった。格闘技界のデカい第一歩かなと思う。これで格闘技界は少しずつ変わっていくと思う」、「前代未聞じゃん。ドーピングした選手の謝罪会見なんてあるわけないと思っていたから。陽性でも全然隠せるのにしっかり公表してくれた。それをやってくれたRIZINにはメチャクチャ感謝してます。俺は嬉しかったね。本当に良かった」と話した。
2023年9月9日、タイで行われたRWS Legend of Rajadamnern: Last of the Generationでブアカーオ・パンチャメークと対戦し、3Rに偶発性のバッティングを受けてノーコンテストとなった。この試合は70kg契約だったが、タイのRWS運営とブアカーオの申し出により契約体重が試合前日に急遽73kg契約に変更された。

## 戦績

### プロキックボクシング
| キックボクシング 戦績 | キックボクシング 戦績 | キックボクシング 戦績 | キックボクシング 戦績 | キックボクシング 戦績 | キックボクシング 戦績 | キックボクシング 戦績 |
| --------------------- | --------------------- | --------------------- | --------------------- | --------------------- | --------------------- | --------------------- |
| 86 試合               | (T)KO                 | 判定                  | その他                | 引き分け              | 無効試合              |                       |
| 58 勝                 | 28                    | 29                    | 1                     | 1                     | 1                     |                       |
| 26 敗                 | 7                     | 19                    | 0                     | 1                     | 1                     |                       |

| 勝敗 | 対戦相手                     | 試合結果                                      | 大会名 | 開催年月日     |
| ○    | ワン・カイフェン             | 3R終了 判定3-0                                | SPACE ONE × BOM 【SPACE ONEライト級タイトルマッチ】                                                                             | 2025年5月11日  |
| ×    | ワン・カイフェン             | 1R 2:20 KO（左バックハンドブロー）            | Space One Champions | 2024年11月16日 |
| ○    | イー・ロン                   | 1R 2:06 KO（左ハイキック）                    | Space One Champions 2024 【SPACE ONEライト級王座決定戦】                                                                        | 2024年5月7日   |
| ○    | 草・MAX                      | 2R 1:37 KO（左ハイキック）                    | Super Bigbang 2023 | 2023年12月3日  |
| ー   | ブアカーオ・バンチャメーク   | 3R 無効試合（偶然のバッティング）             | RWS Legend of Rajadamnern: Last of the Generation                                                                               | 2023年9月9日   |
| ×    | 木村“ケルベロス”颯太         | 3R終了 判定0-3                                | RIZIN.42 | 2023年5月6日   |
| ○    | ジョージ                     | 2R 2:25 TKO                                   | Super Bigbang 2022 | 2022年11月13日 |
| ○    | 白須康仁                     | 3R終了 判定2-0                                | Bigbang 統一への道 其の42 | 2022年6月12日  |
| ○    | 山内佑太郎                   | 2R 2:25 KO                                    | K-1 WORLD GP 2021 JAPAN ～よこはまつり～                                                                                        | 2021年9月20日  |
| ○    | 松下大紀                     | 2R 2:44 KO                                    | K-1 WORLD GP 2021 JAPAN 〜 K'FESTA.4 Day2                                                                                       | 2021年3月28日  |
| ○    | 藤村大輔                     | 3R終了 判定3-0                                | Super Bigbang 2020 | 2020年11月8日  |
| ×    | 和島大海                     | 3R終了 判定0-3                                | K-1 WORLD GP 2020 JAPAN ～K'FESTA.3～                                                                                           | 2020年3月22日  |
| ○    | ミラン・ペイルス             | 2R 1:54 KO                                    | K-1 WORLD GP 2020 JAPAN ～K'FESTA.3～                                                                                           | 2020年3月22日  |
| ○    | 神保克哉                     | 2R 2:29 KO（左ストレート）                    | “K-1冬のビッグマッチ 第1弾 横浜”「K-1 WORLD GP 2019 JAPAN ～よこはまつり～」                                                    | 2019年11月24日 |
| ○    | アントニオ・ゴメス           | 2R 1:48 KO                                    | K-1 WORLD GP 2019 JAPAN～日本vs世界・5対5＆スペシャル・スーパーファイトin大阪～                                                 | 2019年8月24日  |
| ×    | 久保優太                     | 3R終了 判定1-2                                | K-1 WORLD GP 2019 JAPAN ～K'FESTA.2～ 【K-1 WORLD GPウェルター級タイトルマッチ】                                                | 2019年3月10日  |
| ○    | ジョナサン・トゥフ           | 3R終了 判定0-3                                | K-1 WORLD GP 2018 JAPAN～第3代スーパー・ライト級王座決定トーナメント～                                                          | 2018年11月3日  |
| ○    | マサロ・グランダー           | 3R 反則勝ち                                   | K-1 WORLD GP 2018 JAPAN ～第2代フェザー級王座決定トーナメント～                                                                 | 2018年6月17日  |
| ○    | イッサム・チャディッド       | 3R終了 判定0-3                                | K-1 WORLD GP 2018 JAPAN ～K'FESTA.1～                                                                                           | 2018年3月21日  |
| ×    | 木村ミノル                   | 3R終了 判定0-3                                | K-1 WORLD GP 2017 JAPAN ～初代ヘビー級王座決定トーナメント～                                                                    | 2017年11月23日 |
| ×    | チンギス・アラゾフ           | 3R終了 判定0-3                                | K-1 WORLD GP 2017 JAPAN ～第2代スーパー・ウェルター級王座決定トーナメント～                                                     | 2017年6月18日  |
| ○    | サニー・ダルベック           | 1R 2:28 TKO                                   | K-1 WORLD GP 2017 JAPAN ～第2代スーパー・ウェルター級王座決定トーナメント～                                                     | 2017年6月18日  |
| ○    | ルーク・ウィーラン           | 3R 1:34 KO                                    | K-1 WORLD GP 2017 JAPAN ～第2代スーパー・ウェルター級王座決定トーナメント～                                                     | 2017年6月18日  |
| ○    | キム・ミンス                 | 2R 1:33 KO（3ノックダウン）                   | Bigbang 28 | 2017年2月12日  |
| ×    | サニー・ダルベック           | 1R 2:09 KO                                    | K-1 WORLD GP 2016 JAPAN ～初代フェザー級王座決定トーナメント～                                                                  | 2016年11月3日  |
| ○    | ロバート・ストイカ           | 3R終了 判定3-0                                | Bigbang 26 | 2016年9月4日   |
| ○    | 渡部太基                     | 3R終了 判定3-0                                | K-1 WORLD GP 2016 JAPAN ～-65kg世界最強決定トーナメント～                                                                       | 2016年6月24日  |
| ○    | ジャオ・シュアイ             | 2R KO（左ハイキック）                         | Kickboxing of the world | 2016年1月23日  |
| ×    | アルメン・ペトロシアン       | 5R終了 判定                                   | Blade FC 2 【ISKAオリエンタルルール世界スーパーウェルター級タイトルマッチ】                                                     | 2015年8月1日   |
| ×    | アルメン・ペトロシアン       | 5R終了 判定1-2                                | Oktagon 2015 【ISKAオリエンタルルール世界スーパーウェルター級タイトルマッチ】                                                   | 2015年4月21日  |
| ○    | ヴァヒド・ロシャニ           | 3R終了 判定3-0                                | Bigbang 20 【WBKF世界スーパーウェルター級タイトルマッチ】                                                                       | 2015年2月15日  |
| ×    | サモ・ペティ                 | 3R終了 判定0-3                                | Blade 1 | 2014年12月19日 |
| ×    | アンディ・サワー             | 3R終了 判定0-3                                | RISE 100～BLADE 0～ | 2014年7月12日  |
| ○    | 中島弘貴                     | 3R終了 判定3-0                                | Krush.40 【Krush－70kg級タイトルマッチ】                                                                                        | 2014年4月15日  |
| ○    | リー・イェンクン             | 3R 2:59 TKO                                   | 谷山ジム「ビッグバン・統一への道 其の十六」 【WBKF世界スーパーウェルター級王座決定戦】                                          | 2014年2月23日  |
| ○    | クンタップ・パラエストラジム | 3R終了 判定2-1                                | 谷山ジム「ビッグバン・統一への道 其の十五」                                                                                     | 2013年12月1日  |
| ×    | アンディ・サワー             | 3R終了 判定                                   | K-1 WORLD MAX 2013 FINAL16 【1回戦】                                                                                            | 2013年9月14日  |
| ○    | 山内佑太郎                   | 3R終了 判定3-0                                | Krush.30 【Krush－70kg級タイトルマッチ】                                                                                        | 2013年8月11日  |
| ○    | マスード・ミナイ             | 3R終了 判定3-0                                | 谷山ジム「ビッグバン・統一への道 其の十三」                                                                                     | 2013年6月2日   |
| ○    | 阿佐美ザウルス               | 3R終了 判定3-0                                | 谷山ジム「ビッグバン・統一への道 其の十二」                                                                                     | 2013年2月24日  |
| ○    | 守屋拓郎                     | 2R 2:30 KO （右ストレート）                   | Krush.26 【Krush －70kg級タイトルマッチ】                                                                                       | 2013年1月26日  |
| ×    | ムルテル・グロンハート       | 1R KO（右ハイキック）                         | K-1 WORLD MAX 2012 FINAL8 【1回戦】                                                                                             | 2012年12月15日 |
| ○    | ラドウィック・ミレー         | 3R終了 判定3-0                                | Krush.23 | 2012年10月8日  |
| ○    | 廣野祐                       | 3R終了 判定3-0                                | 谷山ジム「ビッグバン・統一への道 其の十」                                                                                       | 2012年9月2日   |
| ○    | シュー・イェン               | 3R KO（バックハンドブロー）                   | K-1 RISING 2012～K-1 WORLD MAX FINAL 16～in MADRID 【1回戦】                                                                    | 2012年5月27日  |
| ○    | 健太                         | 2R 1:28 KO（右バックハンドブロー）            | Krush.17 【Krush －70kg級タイトルマッチ】                                                                                       | 2012年3月17日  |
| ○    | ベク・マンソン               | 2R 2:02 KO（右ストレート）                    | 谷山ジム「ビッグバン・統一への道 其の八」                                                                                       | 2012年2月25日  |
| ○    | 松倉信太郎                   | 2R 2:24 KO（バックハンドブロー）              | 谷山ジム「ビッグバン・統一への道 其の七」                                                                                       | 2011年12月11日 |
| ×    | 健太                         | 3R終了 判定0-2                                | K-1 WORLD MAX 2011 -70kg Japan Tournament FINAL 【1回戦】                                                                       | 2011年9月25日  |
| ○    | 濱崎一輝                     | 3R終了 判定3-0                                | 谷山ジム「ビッグバン・統一への道 其の五」                                                                                       | 2011年5月15日  |
| ○    | 北山高与志                   | 3R終了 判定3-0                                | 谷山ジム「ビッグバン・統一への道 其の四」                                                                                       | 2011年2月5日   |
| ○    | 我龍真吾                     | 3R終了 判定3-0                                | 谷山ジム主催「Big bang 3 〜ビッグバン 統一への道 其の参〜」                                                                     | 2010年9月23日  |
| ○    | キム・ウジュン               | 1R 1:35 KO（左ハイキック）                    | 谷山ジム主催「Big bang 2 〜ビッグバン 統一への道 其の弐〜」                                                                     | 2010年7月31日  |
| ×    | ヴァヒド・ロシャニ           | 3R終了 判定0-3                                | K-1 WORLD MAX 2010 〜-63kg Japan Tournament 1st Round〜 【スーパーファイト】                                                    | 2010年5月2日   |
| ×    | 龍二                         | 3R終了 判定0-2                                | K-1 WORLD MAX 2010 〜-70kg Japan Tournament〜 【1回戦】                                                                         | 2010年3月27日  |
| ×    | 佐藤嘉洋                     | 2R 2:23 KO（2ノックダウン：右フック）         | K-1 WORLD MAX 2009 World Championship Tournament FINAL 【リザーブファイト】                                                     | 2009年10月26日 |
| ○    | リーロイ・ケスナー           | 3R終了 判定3-0                                | K-1 WORLD MAX 2009 World Championship Tournament FINAL8 【リザーブファイト】                                                    | 2009年7月13日  |
| ○    | イ・スファン                 | 3R終了 判定3-0                                | K-1 WORLD MAX 2009 World Championship Tournament FINAL16 【リザーブファイト】                                                   | 2009年4月21日  |
| ×    | 小比類巻太信                 | 2R 0:58 KO（2ノックダウン：右フック）         | K-1 WORLD MAX 2009 〜日本代表決定トーナメント〜 【準決勝】                                                                      | 2009年2月23日  |
| ×    | 日菜太                       | 延長R終了 判定0-3                             | K-1 WORLD MAX 2009 〜日本代表決定トーナメント〜 【1回戦】                                                                       | 2009年2月23日  |
| ×    | アルバート・クラウス         | 2R 0:48 TKO（ドクターストップ：眉間カット）   | K-1 WORLD MAX 2008 World Championship Tournament FINAL 【リザーブファイト】                                                     | 2008年10月1日  |
| ×    | アルトゥール・キシェンコ     | 3R終了 判定0-3                                | K-1 WORLD MAX 2008 World Championship Tournament FINAL8 【準々決勝】                                                            | 2008年7月7日   |
| ○    | イム・チビン                 | 1R 0:40 KO（右膝蹴り）                        | K-1 WORLD MAX 2008 World Championship Tournament FINAL16 【1回戦】                                                              | 2008年4月9日   |
| ○    | HAYATO                       | 1R 1:07 KO（3ノックダウン：右ストレート）     | K-1 WORLD MAX 2008 〜日本代表決定トーナメント〜 【決勝】                                                                        | 2008年2月2日   |
| ○    | アンディ・オロゴン           | 3R終了 判定3-0                                | K-1 WORLD MAX 2008 〜日本代表決定トーナメント〜 【準決勝】                                                                      | 2008年2月2日   |
| ○    | 尾崎圭司                     | 3R終了 判定3-0                                | K-1 WORLD MAX 2008 〜日本代表決定トーナメント〜 【1回戦】                                                                       | 2008年2月2日   |
| ○    | 白須康仁                     | 3R終了 判定2-0                                | マーシャルアーツ日本キックボクシング連盟「BREAKDOWN-8 〜打破〜 MA.KICK祭り CHAMPION CARNIVAL」                                  | 2007年12月2日  |
| ×    | 我龍真吾                     | 5R終了 判定0-3                                | M-1 日タイ修好120周年記念イベント 120th ANNIVERSARY OF JAPAN-THAILAND 〜MUAY THAI HEARTY SMILES〜 【M-1ミドル級タイトルマッチ】 | 2007年9月24日  |
| ○    | 宍戸大樹                     | 5R終了 判定3-0                                | マーシャルアーツ日本キックボクシング連盟「BREAKDOWN-5 〜打破〜 新東金ジム29周年記念 戦場の狼3」                                 | 2007年6月10日  |
| ○    | 蜜山剛三                     | 3R終了 判定3-0                                | K-1 WORLD MAX 2007 〜世界最終選抜〜 【オープニングファイト】                                                                    | 2007年4月4日   |
| ○    | 川端健司                     | 1R 2:26 KO（3ノックダウン：右ストレート）     | K-1 WORLD MAX 2007 〜日本代表決定トーナメント〜 【オープニングファイト】                                                        | 2007年2月5日   |
| ○    | K.ルイス                     | 4R 1:44 TKO（ドクターストップ：頭部のカット） | マーシャルアーツ日本キックボクシング連盟「SURPRISING-8 〜MA連盟祭 オールタイトルマッチ〜」 【MA日本ミドル級王座決定戦】         | 2006年12月3日  |
| ○    | 赤嶺松男                     | 3R 0:13 KO（左ハイキック）                    | マーシャルアーツ日本キックボクシング連盟「SURPRISING 6th 新東金ジム28周年記念 〜戦場の狼2〜」                                   | 2006年8月6日   |
| △    | 赤嶺松男                     | 2R 2:11 負傷判定1-0                           | Wカプセル | 2006年6月11日  |
| ×    | K.ルイス                     | 3R+延長1R終了 判定0-3                         | マーシャルアーツ日本キックボクシング連盟「SURPRISING-3rd」                                                                      | 2006年4月29日  |
| ○    | 左禅丸                       | 3R終了 判定3-0                                | Wカプセル Vol.1 | 2006年1月28日  |
| ×    | 水谷秀樹                     | 3R 0:48 KO（左ハイキック）                    | R.I.S.E. DEAD or ALIVE Tournament '05 【1回戦】                                                                                 | 2005年12月18日 |
| ○    | 拳士                         | 2R 1:30 TKO（タオル投入：額のカット）         | IKUSA GP -U60 SUPERSTAR☆Z TOURNAMENT -FINAL STAGE-                                                                              | 2005年9月19日  |
| ×    | 山本優弥                     | 3R終了 判定0-3                                | K-1 WORLD MAX 2005 〜世界一決定トーナメント開幕戦〜 【オープニングファイト】                                                    | 2005年5月4日   |
| ○    | 剣                           | 2R 2:32 KO（左ハイキック）                    | IKUSA YGZ04 〜BIRD-BASE〜 | 2005年3月12日  |
| ×    | 菊池浩一                     | 2R 1:44 KO（2ノックダウン：左ローキック）     | R.I.S.E. DEAD or ALIVE Tournament '04 【1回戦】                                                                                 | 2004年12月19日 |
| ○    | 山内哲也                     | 3R終了 判定3-0                                | R.I.S.E. X | 2004年10月31日 |
| ○    | 井上慎一郎                   | 3R終了 判定3-0                                | R.I.S.E. VII | 2004年4月29日  |
| ○    | デビル荒川                   | 2R 2:54 KO（2ノックダウン）                   | FUTURE FIGHTER IKUSA 5 〜乱〜 MONKEYMAGIC                                                                                       | 2004年1月24日  |
| ○    | 山辺英人                     | 3R終了 判定3-0                                | IKUSA「YOUNG GUNNERS 2」 | 2003年11月16日 |
| ○    | 入江達郎                     | 2R 0:45 KO（2ノックダウン：パンチ連打）       | マーシャルアーツ日本キックボクシング連盟「EXPLOSION-3 〜挑戦者決定戦最終章〜」                                                  | 2003年9月14日  |

### 異種格闘技
| 勝敗 | 対戦相手 | 試合結果                      | 大会名                                                       | 開催年月日     |
| ×    | 照強     | 1R 1分29秒 押し出し (3度転落) | JAPAN MARTIAL ARTS EXPO PROLOGUE～日本格闘技界、夢の懸け橋～ | 2024年10月19日 |

### エキシビション
| 勝敗 | 対戦相手                       | 試合結果                 | 大会名                                                                                      | 開催年月日     |
| ー   | 亜維二                         | 3分1R終了 判定なし       | NJKF CHALLENGER 2024 3rd                                                                    | 2024年6月2日   |
| ー   | 藤岡裕平                       | 2分2R終了 判定なし       | RUSH ON2                                                                                    | 2024年5月26日  |
| ×    | 平山迅                         | 2R 0:40 ギロチンチョーク | DEEP vs NARIAGARI 【ミックスルール】                                                        | 2023年7月23日  |
| △    | 高橋幸光                       | 3分1R終了 判定0-0        | NARIAGARI                                                                                   | 2023年2月5日   |
| －   | 実方宏介                       | 2分2R終了 判定なし       | Bigbang 44                                                                                  | 2023年1月22日  |
| －   | 小川健晴                       | 2分2R終了 判定なし       | Bigbang 41                                                                                  | 2022年3月20日  |
| －   | MIKE JOE                       | 2分2R終了 判定なし       | Super Bigbang 2021                                                                          | 2021年11月14日 |
| －   | 谷山俊樹                       | 2分2R終了 判定なし       | Bigbang -いせはら- 2017                                                                     | 2017年10月8日  |
| －   | 佐藤嘉洋                       | 2分2R終了 判定なし       | Bigbang 25                                                                                  | 2016年6月5日   |
| －   | 梅野源治                       | 2分2R終了 判定なし       | Bigbang 17                                                                                  | 2014年6月1日   |
| －   | 小比類巻貴之                   | 2分2R終了 判定なし       | Bigbang 14                                                                                  | 2013年9月1日   |
| －   | 久保優太                       | 2分2R終了 判定なし       | 谷山ジム「ビッグバン・統一への道 其の六」                                                   | 2011年8月21日  |
| －   | 廣虎                           | 2分3R終了 判定なし       | マーシャルアーツ日本キックボクシング連盟「BREAK-9 〜MA日本ランキング戦〜」                  | 2011年1月16日  |
| －   | ノッパデッソーン・チュワッタナ | 判定なし                 | マーシャルアーツ日本キックボクシング連盟「谷山ジム25周年記念興行 ビッグ・バン～統一への道」 | 2010年3月28日  |
| ○    | 北見朋久                       | 2R 0:53 腕ひしぎ十字固め | マーシャルアーツ日本キックボクシング連盟「BREAK THROUGH-11～突破口～」                      | 2009年6月14日  |

## 獲得タイトル
- アマチュア
  - 全日本学生キックボクシング連盟ウェルター級王座（2001年）
  - 全日本学生キックボクシング連盟ミドル級王座（2002年）
- プロ
  - 第8代MA日本ミドル級王座
  - K-1 WORLD MAX 2008 日本代表決定トーナメント 優勝
  - 第2代Krush－70kg級王座
  - WBKF世界スーパーウェルター級王座
  - SPACE ONE -75kg 王座

## 受賞歴
- 2007年度最優秀選手賞（＝MVP、MA日本、2008年1月14日）
- 2007年度最高試合賞（城戸康裕 対 宍戸大樹、MA日本、2008年1月14日）

## 出演

### 映画
- 疾風・虹丸組（2014年1月11日公開、エスピーオー）
- アキラNo.2（2014年9月27日公開、エスピーオー） - 隣野ツトム 役
- HiGH&LOW THE MOVIE2 / END OF SKY（2017年8月19日公開、松竹） - アクネ 役

### Vシネマ
- ピストル楊 シリーズ（2012年、2013年） - 許(台湾マフィア「五陸幇」幹部) 役
  - ピストル楊（2012年）
  - ピストル楊2 PISTOLACTION（2013年6月）

### 戦績
- K-1 選手データ（2012年3月～）
- K-1 選手データ（旧） - ウェイバックマシン（2011年10月24日アーカイブ分）（2010年5月まで）